# 国連憲章を守る有志グループ
国連憲章を守る有志グループ （こくれんけんしょうをまもるゆうしグループ）は、国際連合の一部加盟国による有志グループで、2021年3月10日に複数の国連大使が署名した。国連憲章にある内政不干渉を守るとしている。

## 有志国
1. アルジェリア
2. アンゴラ
3. ベラルーシ
4. ボリビア
5. ブルンジ
6. カンボジア
7. 中央アフリカ共和国
8. チャド
9. 中国
10. キューバ
11. 赤道ギニア
12. エリトリア
13. ギニアビサウ
14. イラン
15. イラク
16. カザフスタン
17. キルギス
18. ラオス
19. リビア
20. マリ
21. モザンビーク
22. ニカラグア
23. 朝鮮民主主義人民共和国
24. ロシア
25. セントビンセント・グレナディーン
26. スーダン
27. シリア
28. タジキスタン
29. トルクメニスタン
30. ウズベキスタン
31. ベネズエラ
32. イエメン
33. ジンバブエ